# Сорок татар
Сорок татар (лит. Keturiasdešimt Totorių) — деревня в Вильнюсском районе. По переписи 2011 года население составляло 451 человек. В селе есть деревянная мечеть, построенная в 1815 году, три исторических татарских кладбища и татарский общественный дом.

## Этимология
Согласно легенде, объясняющей название этого села, Витовт даровал татарам привилегию сохранять свою религию и обычаи, в том числе привычное многожёнство. У одного татарина было четыре жены, и каждая жена родила по десять сыновей, благодаря этому село и получило название «Сорок Татар» («Keturiasdešimt Totorių»).

## История
Одна из старейших татарских деревень в Литве. 
После успешного военного похода на Крымский полуостров в 1397 году Витовт привёз первых татарских военнопленных в Тракай и различные места Трокского княжества, в том числе в места у реки Воке к югу от Вильнюса. Первая мечеть в этом селе впервые упоминается в 1558 году. Она сгорела во время наполеоновских войн. В 1630 году в селе проживало 42 татарские семьи. По состоянию на 2016 год в этом селе проживает около 120 татар. Остальное население  — литовцы, поляки, русские и другие. Около трети населения — мусульмане. Другими населёнными пунктами Вильнюсского районного муниципалитета, где проживает значительное количество литовских татар, являются Нямежис и Пагиряй.
В 2019 году вышла книга «Село сорока татар — между историей и современностью».

## Население
| 1905 | 1931 | 1959 | 1970 | 1979 | 1985 | 1989 | 2001 | 2011 | 2021 |
| ---- | ---- | ---- | ---- | ---- | ---- | ---- | ---- | ---- | ---- |
| 321  | 272  | 263  | 452  | 113  | 393  | 396  | 438  | 451  | 376  |